# Dagobert I
Dagobert I (603-639), fill de Clotari II, rei dels francs, i de Bertruda. Va ser rei dels francs entre els anys 629 i 639.

## Biografia
Va néixer l'any 603, fill del rei Clotari II i la seva esposa Haldetruda. Des de 613 el seu pare havia regnat com a rei únic dels francs, però l'any 623, a causa de les reivindicacions autonomistes dels nobles d'Austràsia, el seu pare el nomenà rei d'aquest territori, sense les regions de Les Ardenes i els Vosges. Va governar sota la regència de Pipí de Landen i del bisbe de Metz.
A la mort del seu pare es converteix en rei dels francs, cedint el regne d'Aquitània, creat per a l'ocasió, al seu germà Caribert II, fent-lo renunciar definitivament al tron de França. A la mort del seu germà, recupera Aquitània, convertint-se en el rei merovingi més poderós i el monarca més respectat del seu temps. Fa de París la seva capital, degut a la seva posició geogràfica en el centre del regne.

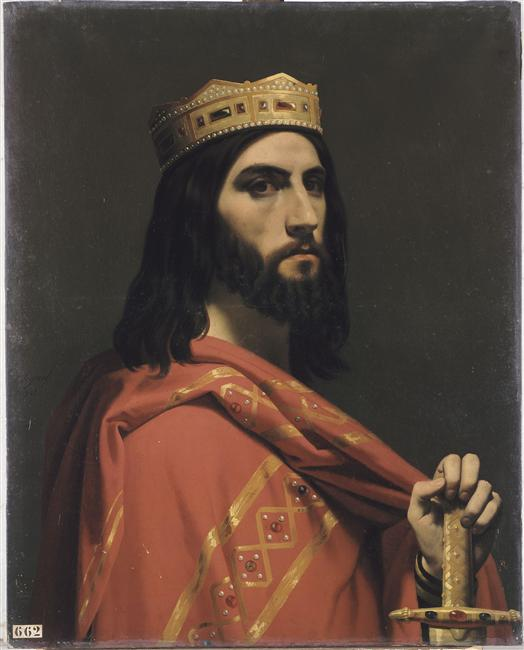
Dagobert Ier roi d'Austrasie de Neustrie et de Bourgogne, d'É. Signol (1804-1892)

Aturà la descomposició del regne i reformà la justícia, les finances, el comerç i l'Església. Per recomanació dels seus consellers Didier, Dadon (futur Sant Ouen) i Eligius (futur Sant Eloi), lluita contra les reivindicacions autonomistes de part de la noblesa i reorganitza l'administració i la justícia del regne. Desenvolupa l'educació i les arts i dona importants regals a l'Església. Funda, entre d'altres, l'abadia de Sant Denís, la qual acollirà posteriorment la seva tomba i serà durant molts anys la tomba dels Reis de França. Va ser l'últim rei merovingi que va dirigir personalment el regnum francorum. Durant el seu regnat, va fer construir el castell d'Altes Schloss a Merseburg, Alemanya, que encara és actualment el castell més antic habitat en aquest país.
Dagobert va desenvolupar les relacions diplomàtiques amb els països veïns: firmà un tractat de pau perpètua amb l'emperador romà d'Orient Heracli, una aliança amb els llombards i un acord amb els saxons pel qual aquests l'ajudarien a protegir les seves fronteres dels eslaus. Desenvolupa campanyes militars contra els gascons, els bretons i, sobretot, contra els eslaus.
L'any 632, la noblesa d'Austràsia es revolta, i per buscar la calma, es veu obligat a cedir el regne d'Austràsia al seu fill Sigebert III, que tan sols té dos anys.
Aviat els nobles de Nèustria exigeixen i obtenen la unió d'aquest regne amb Borgonya, i que situï el seu fill Clodoveu II al capdavant del nou regne.
A la seva mort, a Saint-Denis (Illa de França) el 19 de gener del 639, els seus dos hereus són encara molt joves: Sigebert té vuit anys i Clodoveu en té quatre; això permet que els majordoms de palau es dediquin a controlar els sobirans i acaparen definitivament el poder. És el començament de l'època dels «reis dropos», que marcarà el final de la dinastia merovíngia.

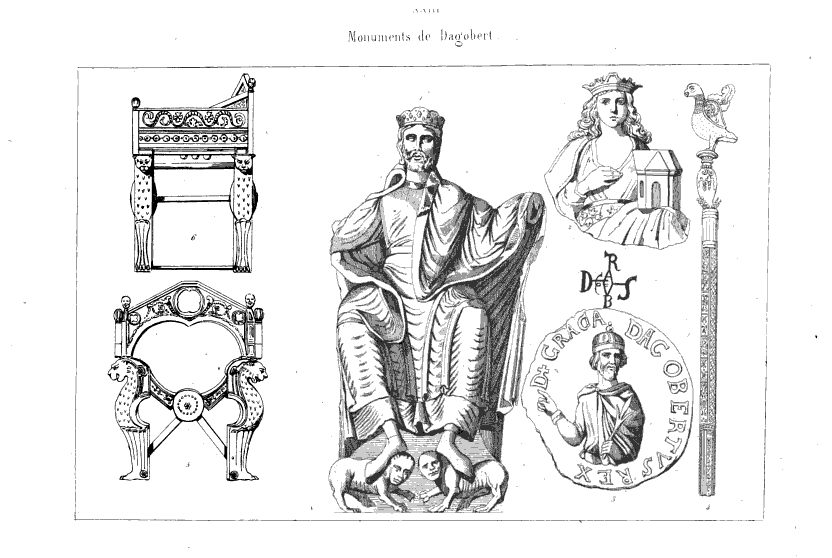
Abel Hugo - France historique et monumentale (1837).

## Família

### Avantpassats
|  |                                 |  |  |  |  |  |  |  |  |  |  |  |  |  |  |  |
|  | 16. Clodoveu I, rei dels francs |  |  |  |  |  |  |  |  |  |  |  |  |  |  |  |
|  |                                 |  |  |  |  |  |  |  |  |  |  |  |  |  |  |  |
|  |                                 |  |  |  |  |  |  |  |  |  |  |  |  |  |  |  |
|  | 8. Clotari I, rei dels francs   |  |  |  |  |  |  |  |  |  |  |  |  |  |  |  |
|  |                                 |  |  |  |  |  |  |  |  |  |  |  |  |  |  |  |
|  |                                 |  |  |  |  |  |  |  |  |  |  |  |  |  |  |  |
|  | 17. Santa Clotilde              |  |  |  |  |  |  |  |  |  |  |  |  |  |  |  |
|  |                                 |  |  |  |  |  |  |  |  |  |  |  |  |  |  |  |
|  |                                 |  |  |  |  |  |  |  |  |  |  |  |  |  |  |  |
|  | 4. Khilperic I, rei de Nèustria |  |  |  |  |  |  |  |  |  |  |  |  |  |  |  |
|  |                                 |  |  |  |  |  |  |  |  |  |  |  |  |  |  |  |
|  |                                 |  |  |  |  |  |  |  |  |  |  |  |  |  |  |  |
|  | 9. Aragunda                     |  |  |  |  |  |  |  |  |  |  |  |  |  |  |  |
|  |                                 |  |  |  |  |  |  |  |  |  |  |  |  |  |  |  |
|  |                                 |  |  |  |  |  |  |  |  |  |  |  |  |  |  |  |
|  | 2. Clotari II, rei dels francs  |  |  |  |  |  |  |  |  |  |  |  |  |  |  |  |
|  |                                 |  |  |  |  |  |  |  |  |  |  |  |  |  |  |  |
|  |                                 |  |  |  |  |  |  |  |  |  |  |  |  |  |  |  |
|  | 5. Feregunda                    |  |  |  |  |  |  |  |  |  |  |  |  |  |  |  |
|  |                                 |  |  |  |  |  |  |  |  |  |  |  |  |  |  |  |
|  |                                 |  |  |  |  |  |  |  |  |  |  |  |  |  |  |  |
|  | 1. Dagobert I, rei dels francs  |  |  |  |  |  |  |  |  |  |  |  |  |  |  |  |
|  |                                 |  |  |  |  |  |  |  |  |  |  |  |  |  |  |  |
|  |                                 |  |  |  |  |  |  |  |  |  |  |  |  |  |  |  |
|  | 3. Bertrude                     |  |  |  |  |  |  |  |  |  |  |  |  |  |  |  |
|  |                                 |  |  |  |  |  |  |  |  |  |  |  |  |  |  |  |
|  |                                 |  |  |  |  |  |  |  |  |  |  |  |  |  |  |  |

### Núpcies i descendents
Dagobert es va casar amb Nantilda, amb qui tingué dos fills:
- Clodoveu II (633-657), que heretaria Nèustria i Borgonya a la mort del seu pare.

Regintruda, que es casaria amb un duc bavarès sense identificar.
De la seva amant Ragintruda, nasquí:
- Sigebert III (vers 630-vers 658): que rebria el regne d'Austràsia

Altres parelles conegudes de Dagobert foren Wulfegunda, Bertilda i Gomentruda.